# Сухой Карсун
Сухой Карсу́н — село в Карсунском районе Ульяновской области. Входит в состав Новопогореловского сельского поселения.

## География
Посёлок расположен на реке Сухая Карсунка (Евлейка). В 23 км к северо-западу от районного центра.

## История
Деревня Сухов Карсунов, основана в 1649 году «мордовскими мурзами посопной мордвы», при строительстве Карснуско-Симбирской черты.
При создании Симбирского наместничества, в 1780 году, село Сухой Карсун вошёл в состав Карсунского уезда.
С 1820-х годов здесь начали заниматься добычей глины. Вплоть до распада СССР там велась добыча, продажа, переработка глиняных изделий.
В 1859 году в село Сухой Карсун находилось во 2-м стане Карсунского уезда.
В 1884 году прихожанами была построена деревянная церковь. Престолов в нём два: главный (холодный) в честь Казанской иконы Божией Матери и в приделе (тёплый) — во имя Святителя и Чудотворца Николая.
До 1917 года в селе проживало более чем 900 человек. На территории села располагалась Сухокарсунская церковь, которая являлось местной достопримечательностью (позже церковь была переоборудована в школу). Мастера, ремесленники, добывали глину и перерабатывали её. Активно развивалась торговля, вплоть до конца XIX века в селе устраивалась ярмарка глиняных изделий, также многие ремесленники на лошадях ездили торговать в Казань, Нижний Новгород (Горький) или в другие близлежащие города и поселения.
С 1918 года в селе был создан сельсовет, который вошёл в состав Коржевской волости.
В начале 1930-х годов в Сухом Карсуне был организован колхоз «13 год Октября». В 1959 году колхоз «13 год Октября» объединили с колхозами «Искра» (село Нагаево) и им. Ворошилова (село Жамковка) с центром в Сухом Карсуне.
В 1960-х годах на территории села проживало порядка 3000 человек, был построен кирпичный завод, детский сад, начальная школа, столовая, клуб, а также комплекс по переработке древесных материалов. Была построена система водопровода и колонок. Активно начала развиваться лесохозяйственная промышленность.
В начале 1970-х годов в селе появилась своя пожарная часть и медицинская часть. С начала 1970-х до конца 1980-х годов были проведены асфальтовые и бетонные покрытия, тротуары (на одной улице только), проведена асфальтированная дорога с участка Карсун—Инза, но из-за кризиса в 1991—1993 годах дорога в самом селе проведена не была.
После распада СССР, в посёлке начался большой упадок. К концу 90-х годов XX века закрылся кирпичный завод, остановилась вся лесная промышленность.
В 2009 год закрылась средняя школа, осталась только начальная. Численность населения упала с 3000 до 500 человек.

## Население
| 2010 |
| ---- |
| 474  |

## Достопримечательности
- В 2009 году в селе был построен «Музей глиняных изделий», где рассказывается об истории села.
- Обелиск Славы (1955 г.)[9]